# المومياء (مسلسل كرتوني)
المومياء مسلسل رسوم متحركة أمريكي عرض لأول مره في 5 نوفمبر 2001 واستمر عرضه حتى 22 نوفمبر 2004 وتمت دبلجة المسلسل للغة العربية وتم عرضه على قناة إم بي سي 3 .

## القصة
قبل مئات السنين في مصر القديمة، كان هناك خادم لحاكم مصر، يبحث ويسعى للقوة، وقد وجد ما يسعى إليه لكنه فشل في الحصول عليه بعد أن أمسكه الحراس ووضعوه في التابوت. لكن بعد سنين طويلة انكشف السر مجدداً وظهرت القوة وهي سوار له قدرات كبيرة، ارتداه طفل يُدعى أليكس من دون أن يعلم عن قواه؛ أليكس ووالديّه اللذان هما عالمان آثار دائماً يبحثون عن الآثار القديمة وفك أسرارها، وبقوة هذا السوار تنهض المومياء من جديد وتعود لمطاردتهم والبحث عن القوى الأخرى لكن حتى الآن لم ينتصر المومياء لأن الأسرة دائماً توقف جميع مخططاته الشريرة.

## روابط خارجية
- قالب:Epguides
- ISN Anchor Desk: The Mummy
- The Mummy: The Animated Series - Pazsaz Entertainment Network
- المومياء على موقع IMDb (الإنجليزية)
- المومياء على موقع كينوبويسك (الروسية)
- المومياء على موقع ألو سيني (الفرنسية)
- المومياء على موقع قاعدة بيانات الفيلم (الإنجليزية)